# آورو ۵۳۰
آورو ۵۳۰ (به انگلیسی: Avro 530) یک هواپیمای ساختِ کارخانهٔ آورو در کشور بریتانیا است. این هواپیما در ۱۹۱۷ میلادی نخستین پرواز خود را انجام داد.